# Artega
Artega Automobil GmbH & Co. KG est un constructeur automobile allemand. La société a été fondée par Klaus Dieter Frers à Delbrück en 2006, où furent produits l'Artega GT et l'Artega SE. Les deux ont été dessinés par Henrik Fisker, un ancien d'Aston Martin.
Le 25 janvier 2010, l'entreprise est rachetée à Paragon (de), l'entreprise d'électronique de Klaus Dieter Frers, par le fonds d'investissement mexicain Tresalia Capital. Frers quitte alors l'entreprise, laissant place au Dr. Wolfgang Ziebart à la tête de l'entreprise. L'entreprise fait faillite en 2012, mais est reprise la même année par Klaus Dieter Frers. Artega est maintenant spécialisé dans les véhicules électriques.

## Modèles
- Artega GT (2008-)
- Artega SE (2011-)
- Artega Scalo (2015)
- Artega Karo (2015-)
- Artega Scalo Superelletra (2017-)

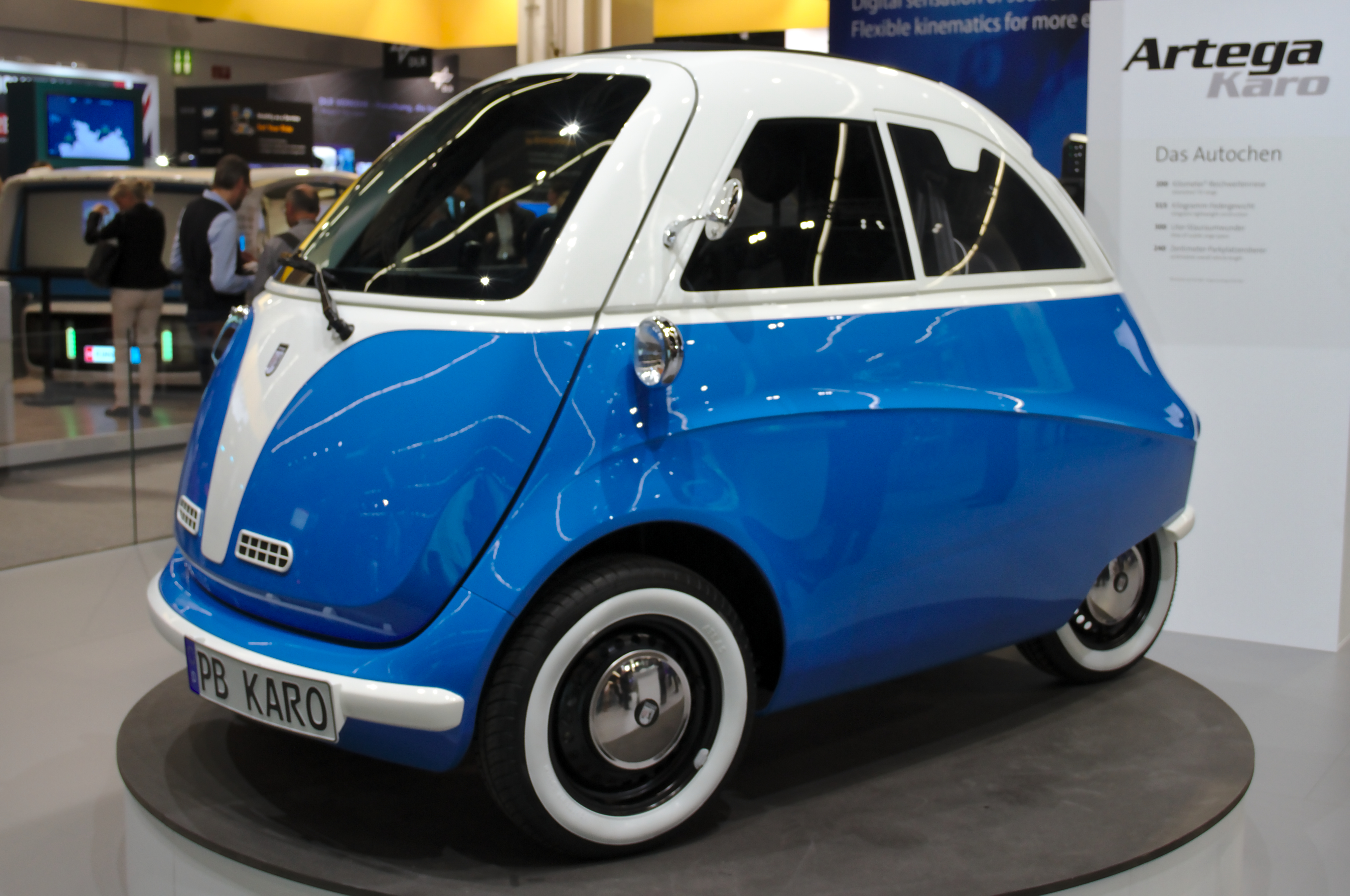
Artega Karo au Salon de l'automobile de Francfort (IAA) 2019.
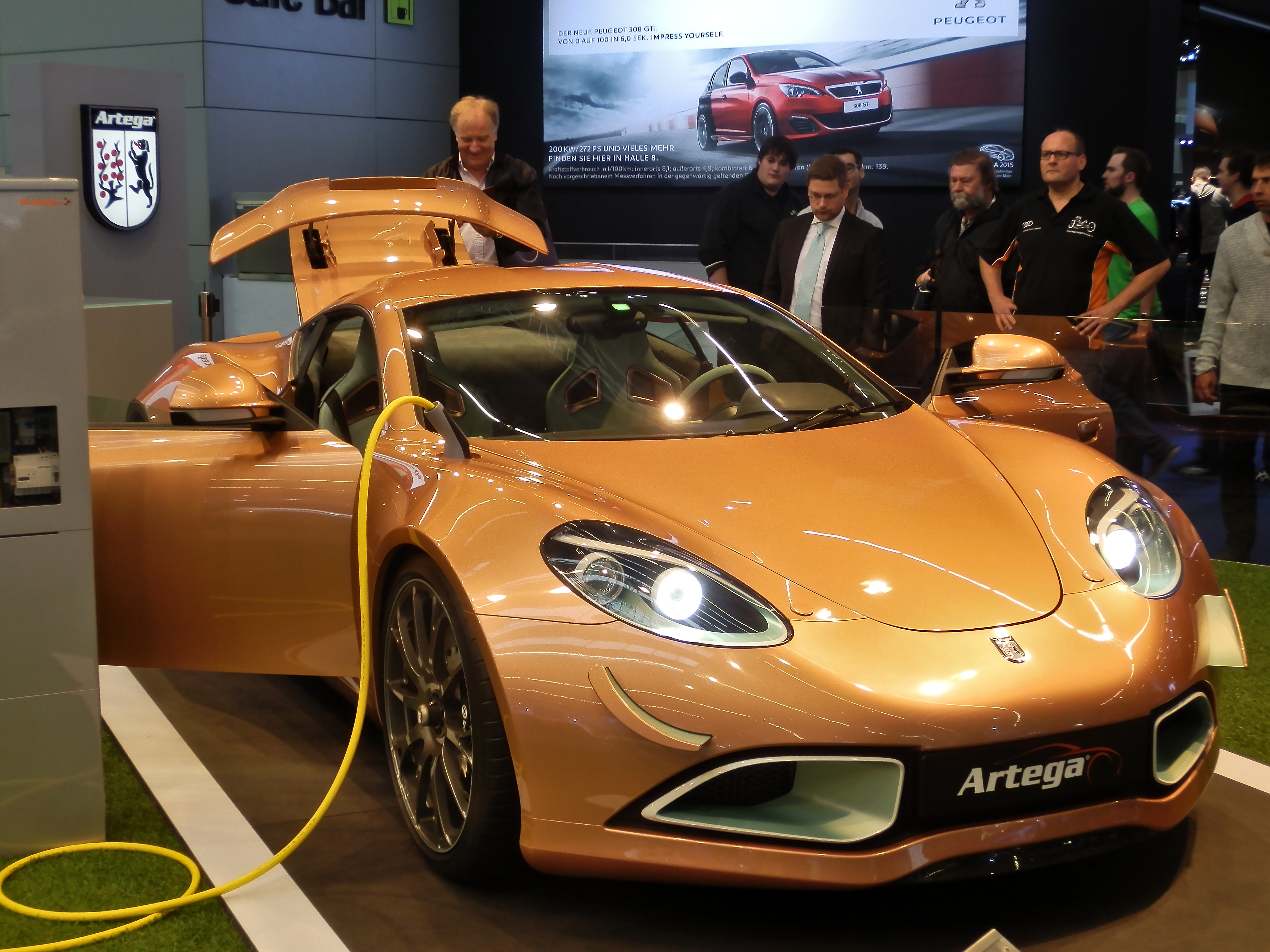
Artega Scalo.
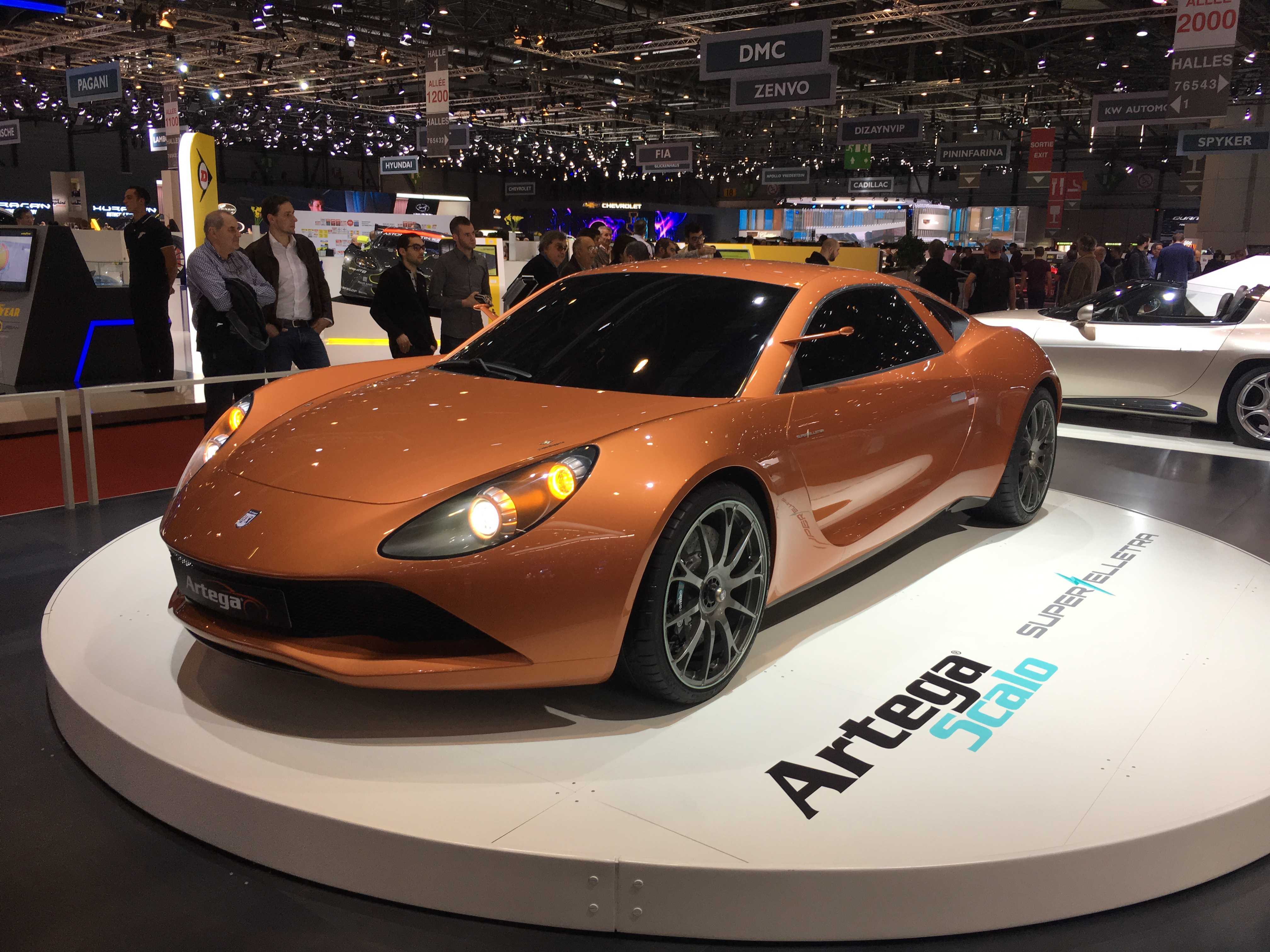
Artega Scalo Superelletra.